# 大谷敬二郎
大谷 敬二郎（おおたに けいじろう、1897年〈明治30年〉9月7日 - 1976年〈昭和51年〉12月9日）は、日本の陸軍軍人、憲兵。最終階級は憲兵大佐。
東京憲兵隊隊長や東部憲兵隊司令官を務めた。戦後はBC級戦犯指名を受けながら、3年近くにわたって逃亡生活を続けた後に逮捕された。釈放後は憲兵や日本陸軍に関する著作を執筆した。

## 来歴

### 戦前
滋賀県出身。農業・大谷藤吉の二男として生まれた。
高等小学校、大阪陸軍地方幼年学校、中央幼年学校を経て、1919年（大正8年）5月に陸軍士官学校（31期）を卒業し、同年12月に歩兵少尉に任官し歩兵第19連隊付となる。以後、1922年（大正11年）12月、歩兵中尉に進み、1924年（大正13年）8月、独立守備歩兵第2大隊付となる。1929年（昭和4年）3月、歩兵大尉に昇進する。同年9月、憲兵練習所付となり、1930年（昭和5年）6月、憲兵大尉に転じ関東憲兵隊付となる。
1932年（昭和7年）3月、陸軍兵器本廠付に発令され、同年4月から1935年（昭和10年）3月まで東京帝国大学法学部政治学科に派遣された。東京憲兵隊付、千葉憲兵分隊長を経て、1936年（昭和11年）8月、憲兵少佐に昇進し赤坂憲兵分隊長に就任。この年起きた二・二六事件では取り調べを担当した。1938年（昭和13年）には東京憲兵隊付・特高課長となる。同年12月に治安維持法違反容疑で浅原健三らを検挙した（浅原事件）。1939年（昭和14年）3月中旬に浅原事件の捜査が完了、浅原を上海に追放した。同年8月、憲兵中佐に昇進する。
1940年（昭和15年）7月にはコックス事件を担当、8月には救世軍弾圧事件を指揮した。
1941年（昭和16年）4月、京都憲兵隊長となるが、同年7月には第1野戦憲兵隊司令部員に転じる。
1942年（昭和17年）1月に憲兵司令部附となった後、同年3月より第25軍（のちマライ軍政監部）警務部長として赴任した（1943年8月まで）。1943年（昭和18年）8月、憲兵大佐に進み京城憲兵隊長に就任。帰国後、陸軍憲兵学校教官を経て1944年（昭和19年）7月末に横浜憲兵隊長に就任、同年11月から東京憲兵隊長となる。
1945年（昭和20年）4月、東部憲兵隊司令官に就任する。4月中旬 吉田茂らを逮捕する（ヨハンセングループ事件）。5月、東京上野憲兵隊事件に関与した。

### 戦後
1945年8月21日に東部憲兵司令官を更迭され重謹慎25日に処せられた。9月に広島に転任した。11月1日、憲兵全員に復員命令が下り、2日、東京へ帰還した。憲兵司令部はアメリカ軍に接収され、2、3日おきに九段下の都電停留所前の残務整理部に通う。同月中旬より長崎県上波佐見町の藤田春恵（戦時中大谷の家政婦を務めていた）の実家に寄寓する。東京の残務整理部から呼出しを受け、東京 - 佐賀を何度か往復する。12月末には中国復員部の要請で再度広島に赴く。
1946年（昭和21年）1月に東京へ帰還するが、東京上野憲兵隊事件（捕虜搭乗員の取扱）での戦犯指名をおそれ、再び長崎へ戻る。のち佐賀県の嬉野温泉へ移る。4月18日、嬉野温泉の寓居でBC級戦犯容疑者として出頭命令を受ける。4月22日に東京の自宅へ戻るも、24日から家政婦・平野真紗子と御嶽駅から奥多摩の山中へ入り、失踪した。平野は5月14日に自宅にいる大谷の長男と連絡するため里に下りたところを警視庁に逮捕される。残った大谷は7月中旬まで山梨県神金村の雲峰寺近くにある鉱泉宿に滞在した後、1947年（昭和22年）3月まで大菩薩峠下の山荘「大菩薩山荘」、1947年4月から6月まで日川鉱泉に滞在し、同月に九州へ移動、1948年（昭和23年）秋まで長崎県下波佐見村の藤田の親戚筋の家に寄寓した。この間、1947年11月28日に公職追放の仮指定を受けた。
1948年6月から、長崎港外の伊王島炭鉱、佐世保の大島炭鉱などへ茶の行商に出る。9月、寄寓先の地権関係の書類を代筆したところ村の駐在にマークされ、同年11月に佐世保の池野へ移り、さらに1949年（昭和24年）1月には佐世保の熊野町へ移住した。2月15日、藤田が警察に呼ばれたため、逃亡した。国見山中で10日ほど過ごした後下山してバスと長崎行き列車を乗り継ぎ、2月28日に大草駅で下車して藤田から潜伏先に使うよう伝えられていた場所に向かったところを、（場所の供述を藤田より得て警戒に当たっていた）警察に拘束されて逮捕された。9月、東京上野憲兵隊事件で懲役10年の判決を受ける。
1956年（昭和31年）9月に仮釈放された。

## 著書
- 『にくまれ憲兵』日本週報社、1957年
  - 増補版『憲兵秘録』 原書房<100冊選書>、1968年
- 『落日の序章　昭和陸軍史 第1部』八雲書店、1959年
- 『昭和憲兵史』 みすず書房、1966年、新版1979年、再版1987年。オンデマンド版2011年
- 『二・二六事件の謎　昭和クーデターの内側』柏書房、1967年、新版1975年
  - 『二・二六事件の謎　昭和クーデターの内側』光人社NF文庫、2012年
- 『軍閥　二・二六事件から敗戦まで』図書出版社、1971年
  - 『軍閥　二・二六事件から敗戦まで』光人社NF文庫、2014年
- 『天皇の軍隊　統帥権をめぐる政争』図書出版社、1972年
  - 『統帥権とは何か　軍事が政治に介入した恐るべき時代』光人社NF文庫、2015年
- 『憲兵：自伝的回想』 新人物往来社、1973年
  - 『憲兵 元東部憲兵隊司令官の自伝的回想』光人社NF文庫、2006年、新版2023年
- 『二・二六事件　流血の四日間』図書出版社、1973年、新版1982年
- 『皇軍の崩壊　明治建軍から解体まで』図書出版社、1975年
  - 改題『陸軍80年　明治建軍から解体まで』図書出版社、1978年
  - 『皇軍の崩壊　明治建軍から解体まで』光人社NF文庫、2014年
- 『戦争犯罪』 新人物往来社、1975年
- 『捕虜 生きて虜囚の辱めを受けず』図書出版社、1978年
  - 『捕虜 捕らえられた日本兵たちのその後』光人社NF文庫、2014年